# Interrupce v Lichtenštejnsku
Interrupce v Lichtenštejnsku je ve většině případů nezákonná a trestá se vězením pro ženu a lékaře. Pokus o legalizaci v roce 2011 nevyšel. V dubnu a listopadu 2012 parlament neuspěl při pokusu navrhnout uvolnění zákonů o potratech.
Oddíl 96 trestního zákona Lichtenštejnska stanovuje, že potrat je nezákonný, s výjimkou případů vážného ohrožení života nebo zdraví ženy, kterému lze zabránit pouze ukončením těhotenství, nebo v případech znásilnění nebo sexuálního násilí. Za nezákonný potrat hrozí lékaři trest odnětí svobody až na tři roky a ženě až jeden rok. Ustanovení oddílu 98 trestního zákoníku dodatečně kriminalizuje provedení nebo podporu potratu bez pečlivého prozkoumání jeho lékařské nezbytnosti a jakýkoli druh propagace potratu.
Do doby, než byl v roce 2015 novelizován trestní zákon, platila výjimka pro znásilnění pouze v případě, že ženě bylo méně než 14 let.
Ve dvojím referendu o potratech dne 27. listopadu 2005 odmítlo 81 % voličů návrh na zákaz všech potratů, zatímco 80 % odsouhlasilo protinávrh parlamentu, který byl odsouzen protipotratovými aktivisty.
Návrh na legalizaci potratů v prvních 12 týdnech těhotenství nebo v případě, kdy by bylo dítě zdravotně postižené, byl v referendu konaném 18. září 2011 odmítnut 52,3 % voličů. Princ Alois předtím pohrozil vetováním návrhu, pokud by prošel.
Ženy v Lichtenštejnsku, které se rozhodnou podstoupit potrat, musejí překročit hranici buď do sousedního Švýcarska, nebo do Rakouska, aby byl potrat proveden legálně. Ženy musí také cestovat do těchto zemí, pokud chtějí získat radu ohledně svých možností, protože doma jim hrozí hrozba trestního stíhání. Odhaduje se, že přibližně 50 žen ročně potratí, a to buď nelegálně v Lichtenštejnsku, nebo v zahraničí ve Švýcarsku nebo Rakousku.